# Artemisia chingii
Artemisia chingii là một loài thực vật có hoa trong họ Cúc. Loài này được Pamp. mô tả khoa học đầu tiên năm 1932.